# Goodwin Square
Le Goodwin Square est un gratte-ciel de 159 mètres de hauteur construit à Hartford dans le Connecticut aux États-Unis en 1990.
Il abrite des bureaux sur 30 étages.
C'est le troisième plus haut immeuble de Hartford.
L'architecte est l'agence Skidmore, Owings and Merrill.
La surface de plancher de l'immeuble est de 31 405 m2.
L'immeuble a coûté 60,3 millions de $.